# Cabuyaro
Cabuyaro è un comune della Colombia facente parte del dipartimento di Meta.
Il centro abitato venne fondato nella seconda metà del Settecento e venne eretto a comune nel 1962.